# Септохрилни
Септохрилни (Septibranchia) са малък разред дълбоководни океански миди. Характеризират се със силно редуцирани хриле. Мантийната празнина е разделена на две части с помощта на мускулна преграда. Газообменът се извършва в предната част на мантията. Кракът не произвежда бисусна нишка. Видовете са хищни като се хранят с малки организми.